# Raúl Bocanegra Sierra
Raúl Eugenio Bocanegra Sierra (Santander, Cantabria, 1949) es un jurista español, catedrático de Derecho Administrativo en la Universidad Complutense y abogado titular del despacho que lleva su nombre, con sedes en Madrid y Oviedo.

## Biografía
Aunque cántabro de nacimiento, ha vivido y desarrollado su carrera profesional, principalmente, en el Principado de Asturias, donde mantiene su residencia habitual.
En octubre de 1967 comienza sus estudios de Derecho en la Universidad de Oviedo, licenciándose en 1970 y doctorándose en 1975. Formado en la escuela de Eduardo García de Enterría, a quien siempre se refiere como maestro y mentor, y de fuerte influencia alemana, pues fue profesor en la Universidad de Múnich en el Curso 1979/80, en 1986 gana la cátedra de Derecho Administrativo en la Universidad asturiana. 
Desde dicha institución ha tenido una importante proyección tanto jurídica como docente, obteniendo la mención de Grupo de Excelencia para su equipo por parte del Principado. Además, colabora de forma activa con varias organizaciones jurídicas internacionales y es miembro del jurado de los Premios Príncipe de Asturias, en la categoría de Comunicación y Humanidades. 
Con fama de docente duro y exigente, como abogado, desde 1980 y como socio del bufete Bocanegra y Huergo, ha llevado casos de relevancia nacional. Es, además, el director de la Escuela Asturiana de Práctica Jurídica y de la Comisión de Ordenación del Territorio del Principado.

## Obra
Considerado un jurista de referencia en toda España es autor de una prólija y extensa obra sobre Derecho Administrativo, entre los que destacan:
- Revisión de oficio del acto administrativo, de 1977;
- Los montes vecinales en mano común. Naturaleza y régimen jurídico, de 1986;
- Comentarios al Estatuto de Autonomía del Principado de Asturias, de 1987;
- Responsabilidad civil de los concesionarios y contratistas de la Administración por daños causados a terceros, de 1994;
- Teoría del acto administrativo, de 2005;

Ha dirigido, además, numerosas tesis doctorales y fue propuesto como magistrado para la Sala 3ª del Tribunal Supremo.
En 2011 gana la Cátedra en la Complutense donde ejerce actualmente la docencia.

## Polémica
Bocanegra ha sido acusado de excesiva cercanía a la figura política asturiana de Vicente Álvarez Areces. Es, también, favorable a que los alumnos de Derecho cursen un máster de acceso a la abogacía, lo que suscitó numerosas manifestaciones por parte de los alumnos de Licenciatura. 